# Jake Shimabukuro
Jake Shimabukuro (Honolulu, 1976. november 3. –) hawaii ukulele-virtuóz és zeneszerző. A zenéje jazz, rock and roll, funky, flamenco, hawaii zene és popzene keveréke. 1998 óta a Pure Heart együttes tagja, az ütőhangszeres Lopaka Colón és a gitáros, énekes Jon Yamasato mellett, valamint sikeres szólókarriert tudhat magáénak. Több zenei elismerés és díj birtokosa csapatban és önállóan is, valamint díjnyertes dokumentumfilm készült az életéről Jake Shimabukuro: Life on Four Strings címmel. Hazája mellett Japánban szerzett komoly ismertséget.
Az ukulele nagykövetének neveztek el az emberek, de én nem így látom saját magam, csak egyszerűen a hangszer szerelmese vagyok. Már gyerekkorom óta játszom ezen a hangszeren, és rájöttem, hogy több lehetőség van benne, mint az a néhány tradicionális dal, amit mindenki tud. Játszhatsz heavy metal stílusú riffeket és különböző hangszíneket is, így ugyanolyan hangzást lehet elérni, mint egy elektromos gitáron. Nincs határa annak, amit az ukulelén megcsinálhat az ember. Ez motivál engem, hogy ezt minden embernek megmutathassam. Nagyon szeretem és becsülöm a tradicionális zenéket, ugyanakkor nagyon élvezem, hogy új utakat fedezhetek fel.

## Diszkográfia
- 2002: Sunday Morning
- 2003: Jake Shimabukuro
- 2004: Walking Down Rainhill
- 2005: Dragon
- 2005: Peace, Love & Ukulele
- 2006: Gently Weeps
- 2007: Hula Girls
- 2007: My Life
- 2009: Across The Universe
- 2009: Live
- 2011: Peace Love Ukulele
- 2012: Grand Ukulele
- 2015: Travels
- 2016: Nashville Sessions
- 2020: Jake Shimbukuro Trio
- 2021: Jake & Friends

## DVD
- Million Miles Away (Jake Shimabukuro)
- Play Loud Ukulele

## Televízió

### Japán
- NHK Ongaku Yume Club – 2005. május 12.[4]
- 57th Kōhaku Uta Gassen – 2006. december 31., along side Rimi Natsukawa[5]
- NHK Live in Shibuya: Instrumental Music Concert, 2007. február 22.[6]

### USA
- KHON-TV, Honolulu, Jake Live in Japan Archiválva 2007. november 11-i dátummal a Wayback Machine-ben – 2003 szeptember
- Late Night with Conan O'Brien – 2005 december
- Last Call with Carson Daly – 2007 február